# マクレーン郡 (ノースダコタ州)
マクレーン郡（英: McLean County、 [məˈkleɪn] mə-KLAYN）は、アメリカ合衆国ノースダコタ州の中央部西に位置する郡である。2010年国勢調査での人口は8,962人であり、2000年の9,311人から3.7％減少した。郡庁所在地はウォッシュバーン市（人口1,246人）であり、同郡で人口最大の自治体はガリソン市（人口1,453人）である。

## 歴史
マクレーン郡は1883年11月1日にダコタ準州議会が創設、組織化し、郡名はビスマーク市の著名人で初代市長を務めたジョン・A・マクレーンに因んで名付けられた。郡庁所在地はその時以来一貫してウォッシュバーンにある。

## 地理
アメリカ合衆国国勢調査局に拠れば、郡域全面積は2,328平方マイル (6,029 km2)であり、ノースダコタ州の郡では第3位である。このうち陸地は2,110平方マイル (5,465 km2)、水域は218平方マイル (565 km2)で水域率は9.37％である。

### 主要高規格道路
- アメリカ国道83号線
- ノースダコタ州道28号線
- ノースダコタ州道37号線
- ノースダコタ州道53号線
- ノースダコタ州道41号線
- ノースダコタ州道200号線
- ノースダコタ州道1804号線

### 隣接する郡
- ウォード郡 - 北
- マクヘンリー郡 - 北東
- シェリダン郡 - 東
- バーリー郡 - 南東
- オリバー郡 - 南
- マーサー郡 - 南西
- ダン郡 - 西
- マウントレイル郡 - 北西

### 国立保護地域
- オーデュボン国立野生生物保護区
- キャンプ湖国立野生生物保護区
- ヒドンウッド国立野生生物保護区（部分）
- ネッティ湖国立野生生物保護区
- オーティス湖国立野生生物保護区
- ロスト湖国立野生生物保護区
- マクレーン国立野生生物保護区

マクレーン郡は国立野生生物保護区の数で国内のどの郡よりも多い。

## 人口動態
以下は2000年の国勢調査による人口統計データである。
| 基礎データ - 人口: 9,311人 - 世帯数: 3,815 世帯 - 家族数: 2,712 家族 - 人口密度: 2人/km2（4人/mi2） - 住居数: 5,264軒 - 住居密度: 1軒/km2（2軒/mi2） 人種別人口構成 - 白人: 92.52% - アフリカン・アメリカン: 0.02% - ネイティブ・アメリカン: 5.95% - アジア人: 0.12% - 太平洋諸島系: 0.01% - その他の人種: 0.19% - 混血: 1.18% - ヒスパニック・ラテン系: 0.87% 先祖による構成 - ドイツ系：48.6％ - ノルウェー系：22.1％ 年齢別人口構成 - 18歳未満: 23.8% - 18-24歳: 5.1% - 25-44歳: 22.7% - 45-64歳: 27.9% - 65歳以上: 20.4% - 年齢の中央値: 44歳 - 性比（女性100人あたり男性の人口） - 総人口: 98.2 - 18歳以上: 97.6 | 世帯と家族（対世帯数） - 18歳未満の子供がいる: 29.3% - 結婚・同居している夫婦: 62.3% - 未婚・離婚・死別女性が世帯主: 5.6% - 非家族世帯: 28.9% - 単身世帯: 26.6% - 65歳以上の老人1人暮らし: 14.3% - 平均構成人数 - 世帯: 2.40人 - 家族: 2.88人 収入と家計 - 収入の中央値 - 世帯: 32,337米ドル - 家族: 39,604米ドル - 性別 - 男性: 32,376米ドル - 女性: 18,224米ドル - 人口1人あたり収入: 16,220米ドル - 貧困線以下 - 対人口: 13.5% - 対家族数: 10.4% - 18歳未満: 17.3% - 65歳以上: 12.9% |

### 収入

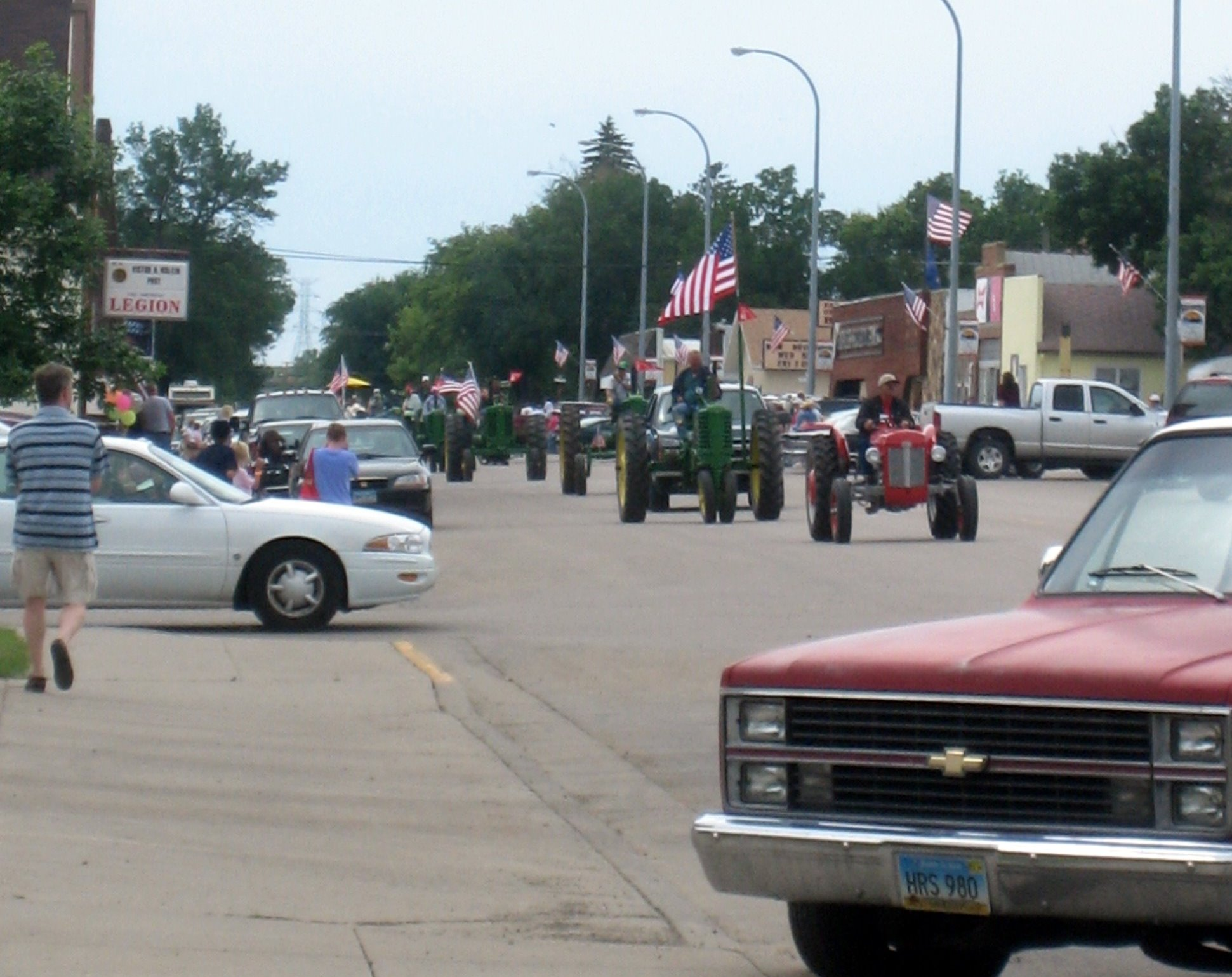
ウォッシュバーンの町のトラクター行進

## 都市と町

### 都市
- ベネディクト
- ビュート
- コールハーバー
- ガリソン
- マックス
- マーサー
- リバーデール
- ルソ
- タートルレイク
- アンダーウッド
- ウォッシュバーン - 郡庁所在地
- ウィルトン

注: ノースダコタ州の法人化された自治体は、その大きさに拠らず全て「市」になる

### 国勢調査指定地域
- ホワイトシールド

### その他の町
- ローズグレン
- ラウブ
- エメット
- ファルカーク

### ガリソンダムで水没した町
- エルボウッズ
- レッドビュート
- ラッキーマウンド
- ニシュ
- ビーバークリーク
- インデペンデンス
- シェルクリーク
- チャージングイーグル[6]

### 郡区
| - アマンズビル - アンドリューズ - オーリナ - ブラックウォーター - ブルーヒル - ビュート - バイアーズビル - クリーマービル - ディープウォーター - ドッグデン | - ダグラス - ゲイト - グレイトストーン - ホースシューバレー - レイクウィリアムズ - ロングフェロー - ロクモント - マルコーム - マジニス - メディシンヒル | - マーサー - オーティス - ローズグレン - ローズモント - セントメアリー - スノウ - タートルレイク - ビクトリア - ワイズ |